# Lulworth (Yacht)
Lulworth ist einer Renn-Yacht der Big-Class und mit 46,30 m oder 151 Fuß Länge der größte gaffelgeriggte Kutter der Welt. Die Yacht lief 1920 in Southampton unter dem Namen Terpsichore vom Stapel und erhielt ihren jetzigen Namen im Jahr 1924. Der Name der Yacht stammt von Lulworth Castle, das ihrem zweiten Eigner, Herbert Weld Blundell, gehörte, dessen Großvater Gründungsmitglied der Royal Yacht Squadron war, unter dessen Stander sie auch segelte.

## Geschichte
Die Yacht Lulworth wurde auf der Werft der „White Brothers“ in für den ersten Eigner Richard H. Lee gebaut, der eine Renn-Yacht wollte, um in der führenden Yachtliga Europas anzutreten: der britischen „Big Class“. Entworfen hatte sie der Werfteigentümer Herbert William White. Der Rumpf war in Kompositbauweise ausgeführt, er bestand aus einer Mahagoni-Beplankung über Stahlspanten.

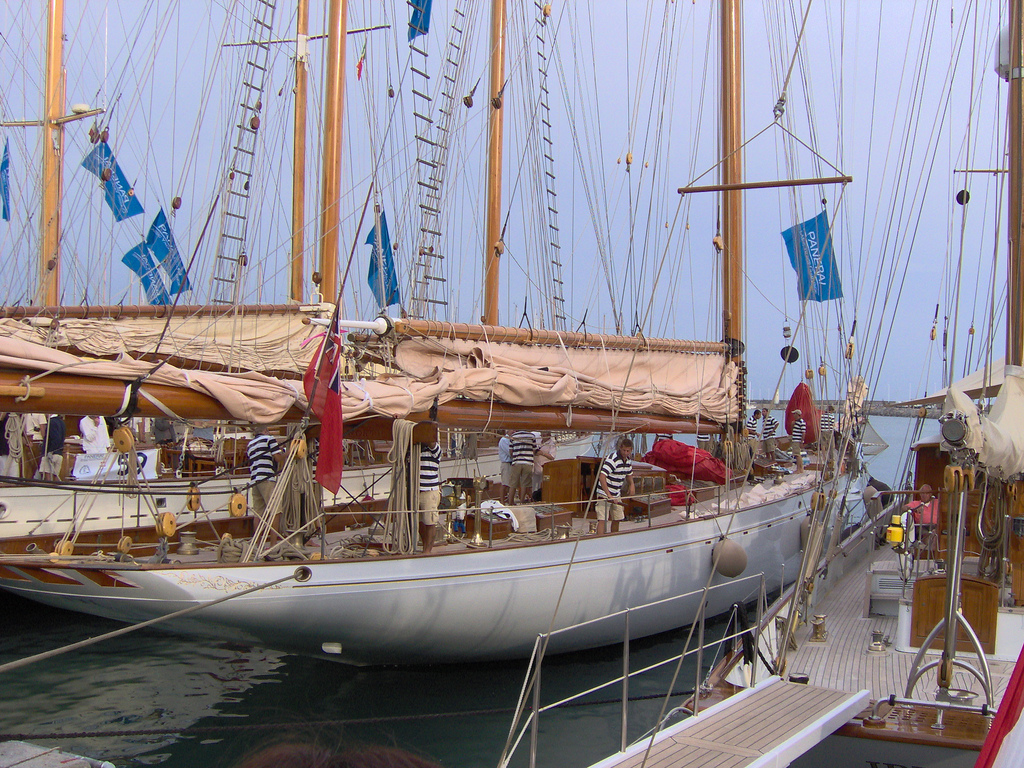
Lulworth, Vele d'Epoca Imperia, Italien, 2006

Engpässe bei der Versorgung mit erstklassigem Fichtenholz nach dem Ersten Weltkrieg führten dazu, dass der ursprüngliche Untermast von Lulworth aus Stahl statt aus Holz bestand. Diese Einschränkung behinderte Lulworth erheblich und ließ sie hinter älteren, bekannteren Big-Class-Rennschiffen wie dem von Nathanael Herreshoff entworfenen Schoner Westward (Baujahr 1910), dem Rennkutter Britannia I (Baujahr 1893) von König Eduard VII. und Sir Thomas Liptons Fife-Entwurf 23mR Shamrock III (Baujahr 1903).
Wegen der mangelnden Geschwindigkeit versuchte man ihre Gaffeltakelung mehrere Male ohne Erfolg zu optimieren. Den Durchbruch brachte schließlich Charles Ernest Nicholson, der als herausragender Yacht-Designer seiner Zeit die britischen Herausforderer-Yachten für den America’s Cup zwischen 1920 und 1937 sowie alle jemals gebauten britischen J-Klasse-Yachten entworfen hatte. Er entfernte den Untermast aus Stahl und gestaltete das Rigg mit einem hölzernen Untermast neu und passte die Kielbalance an.  Bis zum Jahr 1924 konnten alle Mängel von Lulworth behoben werden und sie wurde in allen folgenden Saisons der Big Class eine erfolgreiche Renn-Yacht. Von 1920 bis 1930 nahm sie an 258 Regatten teil und belegte 59 erste Plätze, davon 47 nach 1924.

## Obsoleszenz und Wiederauferstehung
Beim 14. America’s Cup im Jahr 1930 kamen die innovativen hochgetakelten J-Klasse-Yachten mit einem Bermudarigg auf den Markt, die alle Gaffel-Yachten überflüssig machten. Trotz der frühen Erfolge von Lulworth gegen die J-Klasse-Yacht Shamrock V (1930) vor dem America’s Cup, wurden die Handicap-Regeln in der Big-Class aufgehoben und die Rennkarriere von Lulworth war praktisch beendet.
Im Jahr 1947 wurde Lulworth von Richard Lucas (1896–1968) und seiner Frau Rene vor dem Abwracken gerettet. Lucas war ein britischer Ruderer, der an den Olympischen Sommerspielen 1920 im Achter teilnahm. Lulworth wurde zur Restaurierung zu Whites Shipyard gebracht und im Fluss Hamble im Schlamm verankert, wo sie dem Ehepaar als Hausboot diente.

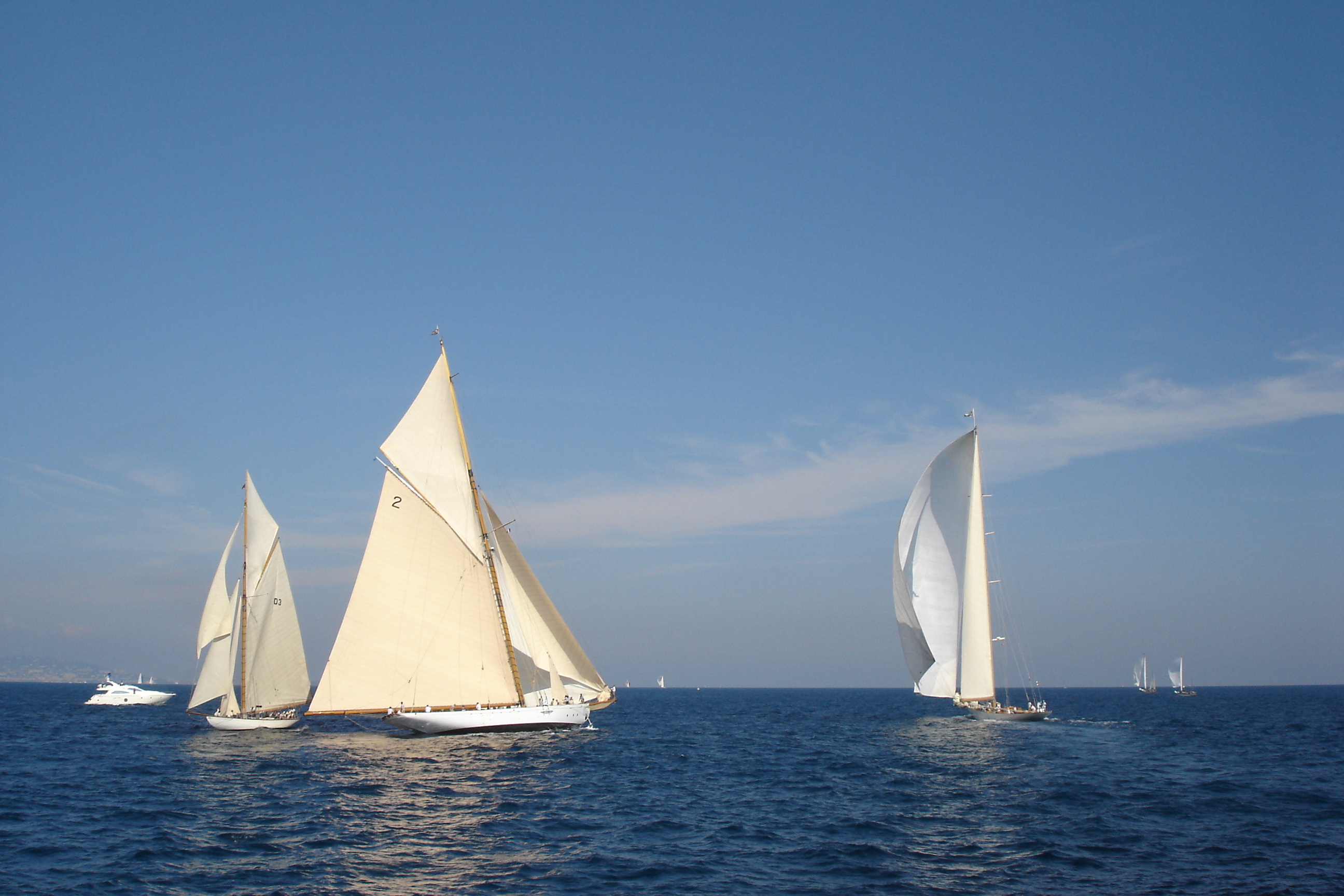
Tuiga, Lulworth (2), Cambria, Régates Royales, Cannes, 2006

Im Jahr 1990 wurde ihr Rumpf in der Hoffnung auf eine Überholung nach Italien zur „Beconcini-Schiffswerft“ in La Spezia verschifft. Im Jahr 2001 wurde sie von Johan J.M. van den Bruele gekauft, einem niederländischen Segler, der in Viareggio eine kleine Werft für klassische Boote besaß. Im Jahr 2002 wurde auf der „Classic Yacht Darsena-Werft“ mit einer sorgfältigen Renovierung begonnen, bei der 70 % der Holzteile und 80 % der Stahlspanten erhalten blieben. Der Segelplan von 1926 wurde reproduziert, um Lulworths Rigg nachzubilden, das mit 46 m über Deck über einen der höchsten Holzmasten der Welt verfügt. Die Restauration wurde von Paul Spooner und „Studio Faggioni Yacht Design“ entworfen und geleitet.
Im Jahr der Indienststellung der Lulworth 1920 war die Yacht noch nicht mit all dem Luxus an und unter Deck ausgestattet, mit dem sie heutzutage gesegnet ist. Neuere Decksausstattungen sind zum Beispiel: Maschinen-Telegraf und die Winschen. Dasselbe gilt für den einzigen Antriebspropeller an Backbord. Nach einer Renovierungszeit von vier Jahren erfolgte im Jahr 2006 der neue Stapellauf. Lulworth nahm sofort wieder an Regatten unter ihrer ursprünglichen Segelnummer 2 aus dem Jahr 1920 teil und gewann anschließend den Restaurierungspreis „Boat International-Award“ für die „Beste Restaurierung des Jahres 2006“.

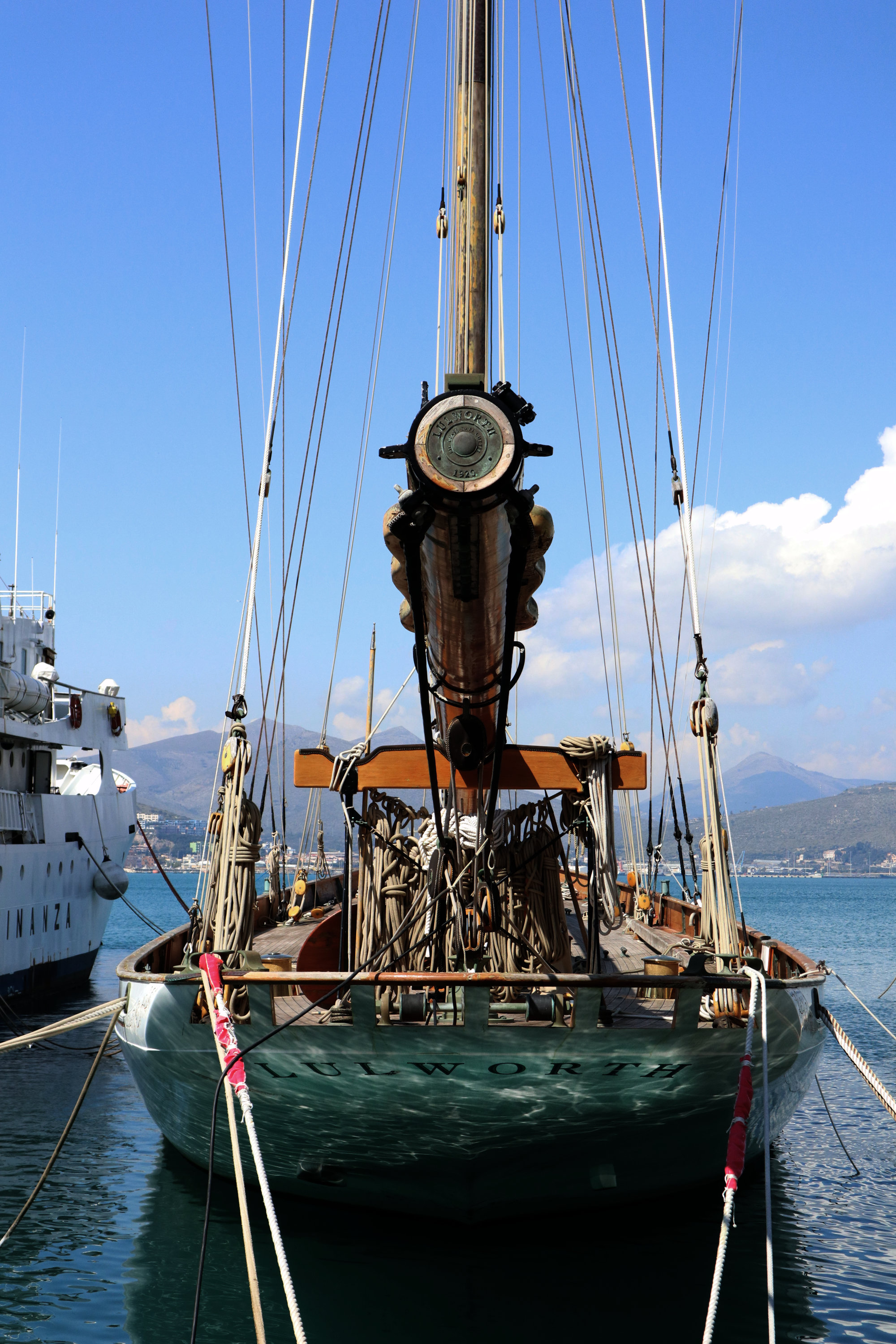
Lulworth, im Hafen von Gaeta, Italien, 2021

## Daten der Takelage und Segel
- Masthöhe über Deck: 46,00 m oder 151 Fuß
- Länge des Großbaums: 25,40 m oder 83 Fuß
- Länge des Spinnakerbaums: 18,30 m oder 60 Fuß
- Länge der Gaffel: 16,00 m oder 52 Fuß
- Länge der Toppsegelspiere: 10,00 m oder 33 Fuß
- Länge des Bugspriets: 9,50 m oder 31 Fuß
- Großsegel: 465 m²
- Toppsegel: 133 m²
- Stagsegel: 114 m²
- Außenklüver: 118 m²
- Flieger: 46 m²
- Fock: 69,5 m²
- Spinnaker: 500 m²